# Kong (stad)

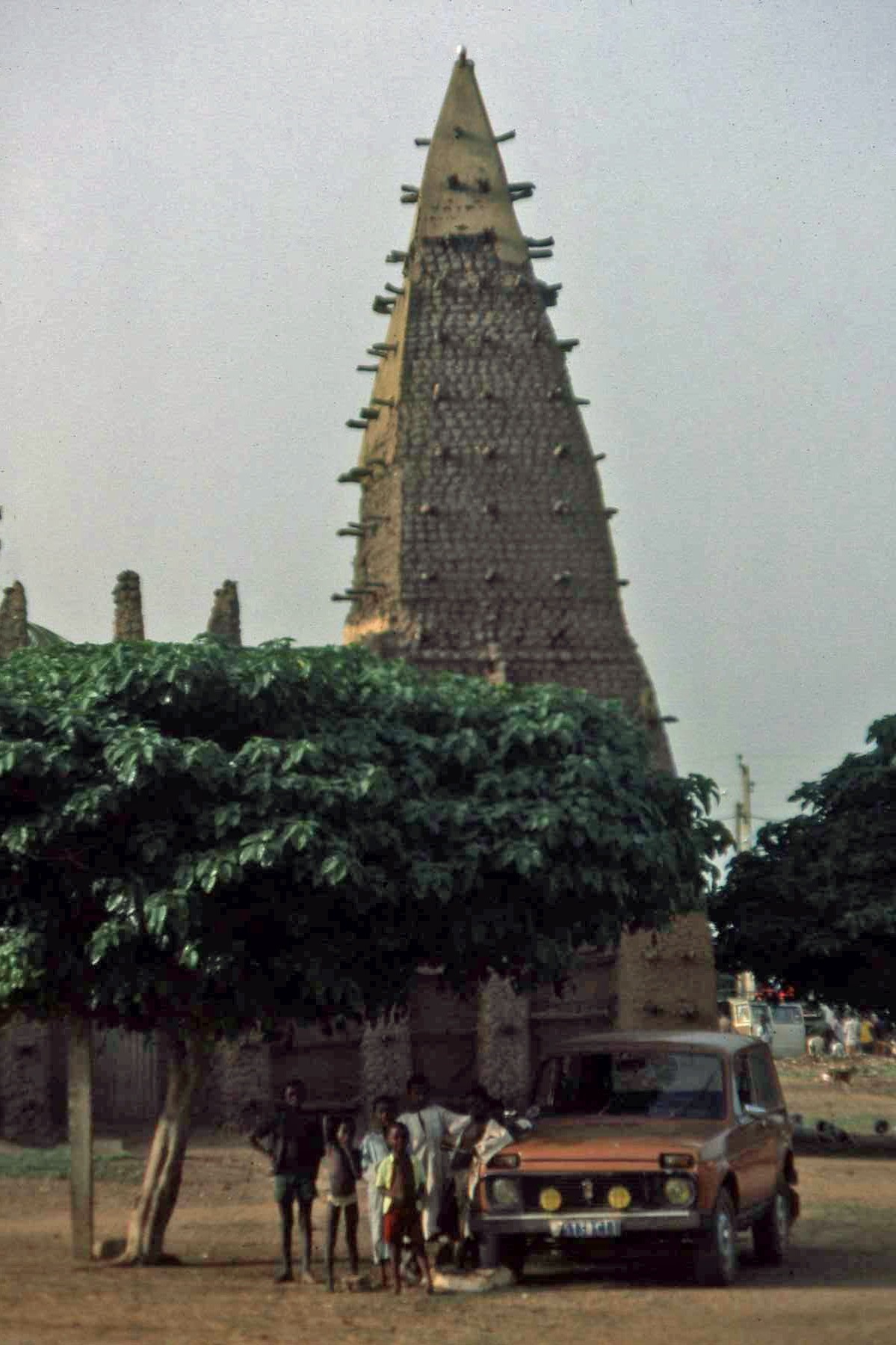
Traditionell moské.

Kong är en stad i distriktet Savanes i Elfenbenskusten. Staden ligger väster om Komoé nationalpark. Vid folkräkningen 2014 hade den 11 774 invånare.